# Norops quadriocellifer
Norops quadriocellifer este o specie de șopârle din genul Norops, familia Polychrotidae, descrisă de Thomas Barbour și Ramsden 1919. Conform Catalogue of Life specia Norops quadriocellifer nu are subspecii cunoscute.